# Kelloggella oligolepis
Kelloggella oligolepis és una espècie de peix de la família dels gòbids i de l'ordre dels perciformes.

## Morfologia
- Els mascles poden assolir 1,8 cm de longitud total.[4][5]

## Hàbitat
És un peix marí, de clima subtropical i demersal.

## Distribució geogràfica
Es troba al Pacífic oriental: és una espècie de peix endèmica de les Illes Hawaii.

## Observacions
És inofensiu per als humans.